# Evangelische Kirche Bullau

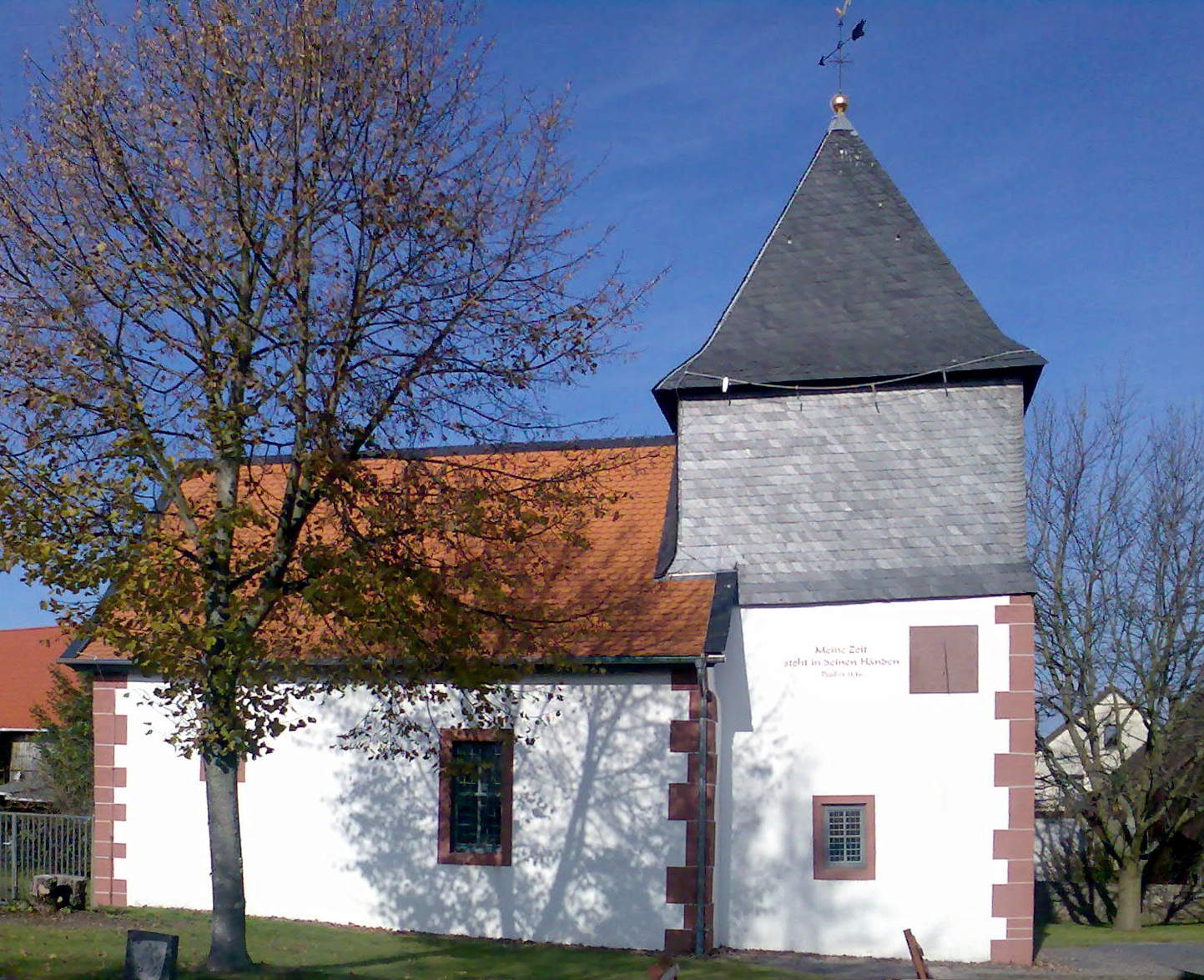
Evangelische Kirche Bullau

Die evangelische Kirche ist ein Kirchengebäude in Bullau, einem Stadtteil von Erbach (Odenwald) im Odenwaldkreis in Hessen, das zusammen mit dem durch eine Bruchsteinmauer eingefriedeten Kirchhof unter Denkmalschutz steht. Die Kirchengemeinde gehört zum Dekanat Odenwald der Propstei Starkenburg der Evangelischen Kirche in Hessen und Nassau.
Die kleine, romanische Chorturmanlage wurde wohl im 12. Jahrhundert errichtet. Die Glockenstube ist verschiefert, der Turm ist mit einem Pyramidenhelm bekrönt. Das spätgotische Portal steht an der Westseite. Am Triumphbogen ist ein römischer Votivstein eingemauert. Dieser Stein ist eine Nachbildung, das Original befindet sich im Besitz der Reiss-Engelhorn-Museen in Mannheim. Der sechseckige Taufstein mit Spitzbogenfries ist gotisch.
Nach dem Verfall im Dreißigjährigen Krieg wurde die Kirche in den Jahren 1726–1728 renoviert und teilweise mit neuen Fenstern ausgestattet. An der Nordwand der Kirche erinnert ein Peststein aus dem Jahr 1632 an die Nöte der Kriegszeit.